# Dead Rising: Watchtower
Dead Rising: Watchtower ist ein US-amerikanischer Zombiefilm von Regisseur Zach Lipovsky aus dem Jahr 2015. Er basiert lose auf dem gleichnamigen Videospiel von 2006. 2016 begannen die Dreharbeiten für eine Fortsetzung unter dem Titel Dead Rising: Endgame, im Juni 2016 wurde er in den USA veröffentlicht.

## Handlung
Kleine Zombieausbrüche sind in den Vereinigten Staaten Alltag. Eine Epidemie wird durch das Medikament Zombrex verhindert. Infizierte müssen es täglich nehmen, damit sie sich nicht verwandeln. Als es in einer Kleinstadt in Oregon zu mehreren Ausbrüchen kommt, wird sie evakuiert. Das kleine Filmteam um Chase und Jordan berichtet vor Ort als einziges Team. Sie befragen einige Leute, darunter auch Crystal. Als Jordan keine Lust mehr hat und keine Einschaltquoten erwartet, will sie aus der Stadt verschwinden. Chase dagegen will heimlich in einem Zelt die Verabreichung von Medikamenten an Infizierte filmen. Jordan will dies aber nicht und geht in Richtung Auto. Während Chase’ Aufnahmen im Zelt verwandeln sich mehrere Menschen in Zombies – Panik bricht aus, denn anscheinend ist das Virus immun gegen Zombrex. Während Chase im Zelt gefangen ist und nach einem Weg vorbei an den Zombies sucht, ist Jordan am Auto angekommen und schlägt einen durch das Fenster kommenden Zombie aus dem Auto. Sie wartet noch, aber als Chase nicht kommt, fährt sie weg. Chase sieht das noch. Er ist verzweifelt. Als Crystal gerade einen Zombie erschlägt, sieht er sie und folgt ihr. Das Schild, mit dem sie den Zombie erschlagen hat, drückt sie ihm in die Hand. Als die beiden an einer Brücke vorbeigehen, fällt plötzlich ein Zombie von der Brücke und klammert sich an Chase’ Bein. Er nimmt das Schild, schlägt ein paar Mal auf den Kopf, sodass dieser voller Blut ist, wirft das Brett noch auf ihn und rennt weiter. Chase und Crystal treffen dann auf einer Straße Maggie, die um ihre Tochter trauert, weil sie sie gerade mit einem Messer erstochen hat. Die beiden drängen sie dazu, in ihr danebenstehendes Auto zu steigen und loszufahren. Nach einigem Zögern tut sie das und sie fahren los. Während der Fahrt telefoniert Chase mit der Nachrichtensprecherin Susan von einem US-Sender und erzählt live über das Telefon von den Aktivitäten in der Stadt. Dann erscheint ein Bauarbeiter-Zombie auf der Straße und Maggie überfährt ihn aus Versehen. Er zerstört bei dem Aufprall die Windschutzscheibe und ist bewusstlos. Während andere Zombies sich der Unfallstelle nähern, rennt Crystal in einen Laden daneben und schließt die Tür. Dann rennt Maggie nach draußen und wird gleich darauf von einem Zombie befallen, kann sich aber gleich wieder befreien und rennt mit Chase gemeinsam vor die Tür. Nach einigem Zögern öffnet Crystal sie dann und die zwei anderen kommen herein. Chase berichtet nach einer Erkundung des Ladens noch einmal am Telefon für das Fernsehen. Währenddessen kommt Jordan an der Wehrmauer an und wird als letzte Person durchgelassen, bevor die Stadt unter Quarantäne gesetzt wird. Auch sie wird eingesperrt und untersucht.
Am nächsten Tag sieht Chase, wie sich Crystal Zombrex spritzt. Sie meint, es sei „gutes“ Zombrex. Dann kommt eine Motorradgang und verbreitet Unruhe. Einer von ihnen, Logan, kommt in den Laden. Crystal hält ihm einen leeren Revolver an den Kopf, worauf er den Laden wieder verlässt. Ein Mann kommt zu ihm gerannt und bittet ihn um Hilfe, er schlägt ihn jedoch nieder und hetzt Zombies auf seine Frau, die schließlich aufgefressen wird. Als sich alle bewaffnet haben, will Crystal alleine weiterkämpfen, weil sie nur noch eine Spritze mit gutem Zombrex hat und die anderen nicht töten möchte. Sie verlässt den Laden, Maggie folgt ihr kurze Zeit später. Chase tut dies auch, nachdem er eine Motorsense findet. Er stürmt aus dem Haus. Währenddessen schleichen sich Crystal und Maggie in ein Fahrzeug. Chase lockt mit dem Krach der Motorsense nur noch mehr Zombies an. Als er sich gerade so aus einer Zombiemasse retten kann, indem er in eine Seitengasse springt und das Tor mit seinem Schraubendreher zuhält und weiterrennt, sieht er einen Polizisten und einen Clown – beide Zombies. Da der Clown etwas weiter weg ist, kämpft er zuerst mit dem Polizisten. Er kann sich seine Dienstwaffe schnappen und schießt ihm den Schädel weg. Dann ist der Clown aber schon da und schlägt mit einer Axt nach ihm. Er weicht aus und berührt mit der Pistole die Nase des Clowns. Als er abdrückt bemerkt er, dass das Magazin leer ist. Der Clown wirft ihn auf den Boden. Dann wird er aber von Crystal und Maggie umgefahren. Chase steigt ein und sie fahren weiter in ein Lager mit Zombrex für Crystal. Als sie aus dem Lager zurückkommt, erzählt sie, dass dort nur „schlechtes“ Zombrex ist. Dann fahren sie in das Lager der Motorradgang und wollen dort das Zombrex besorgen. Unbemerkt trennt sich Maggie von den beiden anderen, weil sie den Kopf des Teddybären ihrer Tochter sieht und die Musik aus dem Rest des Stofftieres hört. Die öffnet das Tor zum „Zombielager“ der Gang und sieht ihre Tochter. Daraufhin schließt sie sie in ihre Arme und wird von ihr gebissen. Dann kommen alle anderen Zombies und fressen sie auf. Chase und Crystal filmen zwischenzeitlich, wie Crystal sich zuerst das offizielle, dann ihr Zombrex spritzt und veröffentlichen es.
Die Zombies aus dem Raum verteilen sich nun im gesamten Lager und lassen Crystal und Chase durch eine Tür flüchten. Als sie sie geschlossen haben, bemerken sie, dass sie in einer Falle sitzen, denn durch die Tür können sie nicht zurück und vor ihnen sind Zombies, die sie jedoch nicht angreifen können, weil sie auf einer Art Balkon stehen. Als Jordan anruft, um zu erfahren, wo sie stecken, erfährt Chase von ihr, dass ein Rettungsteam angeblich im Lager gewesen sei, sie aber nicht dort gewesen seien. Chase erwidert das. Sie erzählt auch, dass Flüchtlingen jetzt der Austritt gewährt wird, weil angeblich ein neues Medikament dank des Videos erstellt wurde. Die Zeit vergeht und die Gang kommt zurück in ihr Lager. Als sie dabei sind, alle Zombies zu töten, bemerken sie Chase und Crystal. Chase wird niedergeschlagen und Crystal gefangen genommen. Als Chase wieder zu sich kommt, ist er an das Lenkrad eines Gabelstaplers gebunden und Zombies kommen aus allen Richtungen auf ihn zu. Den ersten Zombie kann er wegtreten, doch dieser reißt ein Kabel mit und Gas strömt aus. Dann sieht er, wie ein Zombie nach dem Kontakt mit Feuer brennt und auf ihn zukommt. Er hält mit den Beinen einen Zombie fest und schneidet sich schnell mit dem Messer aus dem Rücken des einen Zombies die Fesseln durch. Kurze Zeit später ist der brennende Zombie am Gabelstapler angekommen und alles explodiert. Chase klaut sich ein Motorrad der Gang und lockt alle übrigen Zombies in das Lager. Danach fährt er schnell zu Crystal. Diese bekommt gerade von Logan erklärt, dass dieser die Mauer mit einer Bombe zerstören will, damit sich die Zombies ausbreiten und er keine Gesetze mehr beachten muss. Crystal beißt ihn und wirft nach einem Kampf seinen Komplizen in eine Masse von Zombies. Chase und Crystal fliehen.
Jordan und Norton versuchen zurzeit herauszufinden, was die Armee macht und warum sie sie angelogen hat. Es kommt ans Licht, dass die Armee absichtlich das Zombrex durch ein falsches Mittel ausgetauscht hat und den Überlebenden ein „neues“ Gegenmittel in Form eines Chips, der sie ständig überwacht, einpflanzen will. Als die beiden das an die Öffentlichkeit bringen wollen, wird Norton erschossen. Jordan kann sich noch verstecken und versteckt zur selben Zeit ihr Handy mit den Beweisen im Zeitungsspender. Dann wird auch sie entdeckt.
An der Mauer angekommen werden sie dazu aufgefordert, die Hände oben zu halten, doch dann kommt Logan und bringt eine Horde Zombies mit. Er wirft Rauchbomben, sodass die Soldaten auf der Mauer nichts mehr sehen. Sie eröffnen das Feuer. Chase und Crystal holen sich Waffen aus einem stehengelassenen Transporter und kämpfen gegen Logan. Er wirft schließlich doch die Bombe, Chase kann sie aber rechtzeitig zurückwerfen und sie bleibt an Logans Rücken haften und explodiert. Beide anderen können die Quarantänezone verlassen. Da Crystal gebissen wurde, bekommt sie einen Chip.
Chase ruft Jordan an, hört aber nur ein leises Klingeln. Er folgt dem Geräusch und findet schließlich das Handy.

## Hintergrund
Produziert wurde der Film von Legendary Pictures, Contradiction Films, Di Bonaventura Pictures und Dead Rising Productions. Gedreht wurde in Vancouver, Kanada. Der Film hatte am 27. März 2015 Weltpremiere. Seit dem 31. Juli 2015 ist der Film in Deutschland als DVD und Blu-ray erhältlich.
Der Soundtrack des Films besteht aus neun Liedern:
- Blow by Blow von Traz Damji und Troy Reid
- ZT Pulse Sunset von Traz Damji
- Cultists on Board von The Darkest of the Hillside Thickets
- Drowning in Blood von Skulltape
- Walking in Horror von Bill Ryan und Brendan Ryan
- Dogfight von Michael Tavera
- Let's All Play (in a grown up way) von Douglas Roegiers
- Resistance von Oleksa Lozowchuk
- Ambient 1 von Oleksa Lozowchuk

## Rezeption
Der Film bekam überwiegend negative Kritiken. In der Internet Movie Database kam der Film auf eine durchschnittliche Bewertung von 5,2 in über 7.500 Bewertungen. Der Filmdienst meint, der Film sei „standardisierter Untoten-Horror, der alle bekannten Klischees“ bediene und sich „nur durch das höhere Budget von den unzähligen Billig-Zombiefilmen“ unterscheide.